# سكوت ساندرسون
سكوت ساندرسون (بالإنجليزية: Scott Sanderson)‏ هو لاعب كرة قاعدة وشخصية أعمال أمريكي، ولد في 22 يوليو 1956 في ديربورن في الولايات المتحدة، وتوفي في 11 أبريل 2019 بسبب سرطان.

## وصلات خارجية
- سكوت ساندرسون على موقع دوري كرة القاعدة الرئيسي (الإنجليزية)
- سكوت ساندرسون على موقعبيزبول رفرنس.كوم (الدوري الرئيسي) (الإنجليزية)
- سكوت ساندرسون على موقعبيزبول رفرنس.كوم (الدوري الثانوي) (الإنجليزية)
- سكوت ساندرسون على موقع إي إس بي إن.كوم (أم.أل.بي) (الإنجليزية)